# Péninsule Loranchet
Pour les articles homonymes, voir Loranchet.
La péninsule Loranchet est une péninsule qui forme la pointe septentrionale de la Grande Terre, la principale île de l'archipel des Kerguelen dans les Terres australes et antarctiques françaises.

## Géographie

### Situation

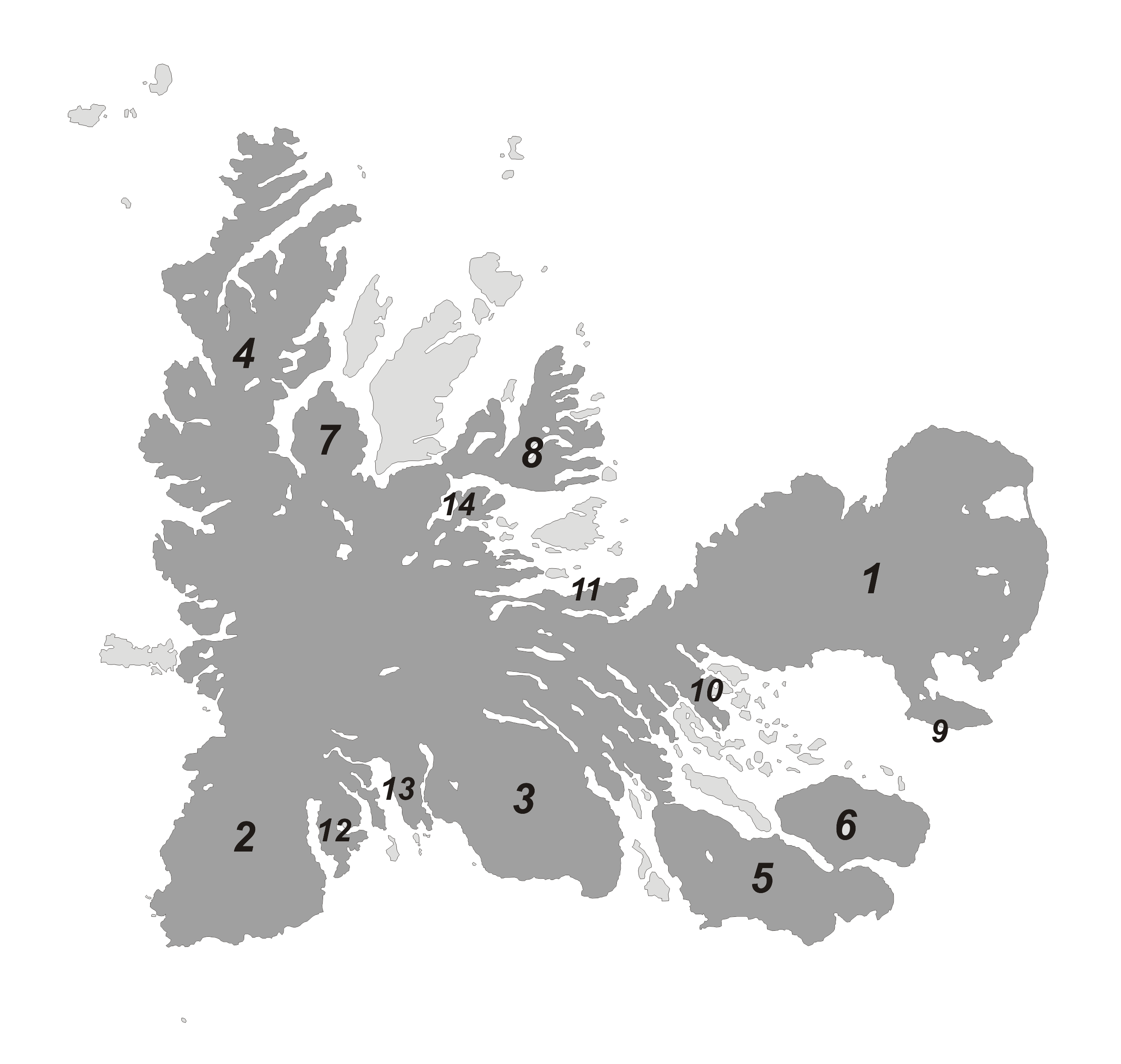
Carte des Kerguelen avec la localisation des principales péninsules : en 4, la péninsule Loranchet.

La péninsule Loranchet est située à l'extrémité nord de la Grande Terre et est subdivisée en trois principales presqu'îles dénommées :
- Presqu'île de la Discovery
- Presqu'île Rochegude
- Presqu'île Cumberland

Elle est délimitée à sa base par la baie de Penfeld (sous-division de la baie de l'African) sur la côte occidentale et par le fond de la baie Laissez-Porter (et l'anse Ring) sur la côte orientale. Très découpée, elle est bordée par différentes baies et anses qui sont (dans le sens horaire depuis le sud-ouest) :
- Baie de Penfeld
- Baie de Bénodet
- Anse du Mousse
- Baie Inconnue
- Baie Rocheuse
- Baie de la Désolation (anse du Dessinateur et anse des Gabiers)
- Anse de l'Iceberg
- Anse de l'Écume
- Baie Ducheyron
- Baie de l'Oiseau
- Baie de la Dauphine
- Baie Clémenceau
- Baie de Recques (Port-Perrier, anse de l'Excursion, anse du Jardin)
- Baie du Brise-Lames
- Baie Blanche
- Baie du Centre
- Baie Laissez-Porter

### Toponymie
Le nom de la péninsule a été donné par le navigateur et explorateur français Raymond Rallier du Baty en 1913 (présent sur sa carte de 1922) en hommage à au commandant Jean Loranchet (1882-1966) qui fut son second sur son bateau La Curieuse lors de ses expéditions de 1912 à 1914.

### Hydrographie
La péninsule Loranchet est définie et bordée à l'ouest (du nord au sud) par les baies de la Désolation, Rocheuse, Inconnue, Bénodet et de l'African ; et à l'est (du nord au sud) par les baies de l'Oiseau, de la Dauphine, Clémenceau, Recques, du Brise-Lames, le golfe Choiseul, les baies Blanche et Laissez-Porter.
Les principaux lacs de la péninsule sont, du nord au sud :
- Lac Rochegude
- Lac Éliane
- Lac Nicole
- Lac du Tigre
- Lac Valérie
- Lac Hervé
- Lac Mireille
- Lac Renée
- Lac Marjolaine
- Lac Doris
- Lac des Trois Cantons (le plus vaste)
- Lac Michèle
- Lac Isou
- Lac de Jade
- Lac de la Malchance
- Lac Perdu
- Lac de l'Écubier
- Lac Zizi

## Histoire
La péninsule Loranchet est la première terre principale aperçue en février 1772 par Yves de Kerguelen lors de sa découverte de l'archipel qui deviendra Kerguelen. Il y revient lors de son second voyage en décembre 1773 et entre dans l'anse qu'il nomme baie de l'Oiseau, accoste au fond de la baie et dépose un message indiquant la prise de possession des îles pour le royaume de France. C'est également sur cette péninsule que James Cook aborde l'archipel, le 25 décembre 1776, les nomme « îles de la Désolation » et dénomme le lieu d'accostage dans la baie de l'Oiseau, Port-Noël (Christmas Harbour).
Au XXe siècle, en ce lieu est installée une station géomagnétique.

## Littérature
En 2015, François Garde et quatre compagnons entreprennent la seconde traversée nord-sud de l'archipel, partant de l'extrémité septentrionale de la péninsule, la baie de l'Oiseau, pour aller à celle méridionale de la plage de la Possession qu'ils atteignent le 9 décembre 2015. Cette expédition a fait l'objet d'un livre, Marcher à Kerguelen (2018), dans lequel la péninsule Loranchet est décrite ainsi :

« La péninsule Loranchet ne ressemble à rien de connu. Point de sommets remarquables qui structurent les paysages et distribuent des vallées. Entre les falaises de la côte ouest et les baies de la côte est, les cartes montrent des courbes de niveau orientées en tous sens [...] L'ouest est âpre, vertical, percuté par toutes les tempêtes ; l'est doux, bosselé, ouvert à tous les vents. »

— François Garde